# Шип'ярд
Шип'ярд (англ. Shipyard) — поселення менонітів на північному заході Белізу, в окрузі Ориндж-Волк, на південь від адміністративного центру краю.

## Розташування
Шип'ярд знаходиться на низовині Юкатанської платформи в серединній частині Белізу і поблизу великого прісноводного озера Нью-Рівер Лагуна (New River Lagoon). Місцевість навколо Шип'ярда рівнинна, помережена невеличкими річками та болотяними озерцями, а село стоїть
зовсім поруч із головною водною артерією округу — повноводною річкою Ріо-Нуево (Rio Nuevo). А на східних околицях поселення знаходиться витік повноводної річки  Блю Крік (Blue Creek), правої притоки ще однієї водної артерії округу — річки Ріо-Ондо (Río Hondo).

## Населення
Населяють село меноніти, за даними на 2010 рік становить 3345 осіб.
| Рік       | 2000 | 2010 |
| --------- | ---- | ---- |
| Населення | 2204 | 3345 |

## Клімат
Шип'ярд знаходиться у зоні тропічного мусонного клімату. Середньорічна температура становить +24 °C. Найспекотніший місяць квітень, коли середня температура становить +26 °C. Найхолодніший місяць січень, з середньою температурою +21 °С. Середньорічна кількість опадів становить 3261 міліметрів. Найбільше опадів випадає у жовтні, в середньому 404 мм опадів, найсухіший місяць квітень, з 46 мм опадів.